# Скотт Шеппард
Скотт Сандер Шеппард (англ. Scott Sander Sheppard, нар. 1977) — астроном факультету земного магнетизму інституту Карнегі.
Навчався в Гавайському університеті, де одержав ступінь доктора філософії з астрономії в 2004 році.
Із його іменем пов'язується відкриття багатьох малих супутників Юпітера, Сатурна, Урана і Нептуна.
Окрім того, відкрив другий троянський астероїд Нептуна — 2004 UP10, а також кілька об'єктів пояса Койпера,
кентаврів, астероїдів, що зближуються із Землею.
Його іменем названий астероїд 17898 Скоттшеппард.